# Амар Беніхлеф
Амар Беніхлеф  (фр. Amar Benikhlef, 11 січня 1982) — алжирський дзюдоїст, олімпійський медаліст.

## Виступи на Олімпіадах
| Олімпіада  | Дисципліна             | Місце |
| ---------- | ---------------------- | ----- |
| Афіни 2004 | напівсередня категорія | AC    |
| Пекін 2008 | середня категорія      | 2     |